# Mirosława Mikulska-Budych
Mirosława Mikulska-Budych (ur. 2 stycznia 1943 w Poznaniu zm. 11 grudnia 2024 w Zwettl w Austrii) – polska koszykarka, brązowa medalistka Mistrzostw Europy (1968).

## Życiorys
Była zawodniczką AZS Poznań. Z poznańską drużyną awansowała w 1965 do I ligi i była jej podstawowym graczem do I połowy lat 70. W reprezentacji Polski seniorek wystąpiła 111 razy, w tym trzykrotnie na mistrzostwach Europy (1966 - 8. miejsce, 1968 - 3. miejsce, 1970 - 6 miejsce.
W 1973 ukończyła studia w Akademii Wychowania Fizycznego w Poznaniu, tam obroniła w 1975 pracę doktorską Przejawy rytmu biologicznego w skuteczności gry w piłkę koszykową napisaną pod kierunkiem Janusza Jackowskiego, pracowała na macierzystej uczelni, w Zakładzie Zespołowych Gier Sportowych.